# Wagon
Pour les articles homonymes, voir Wagon (homonymie).
Pour l'instrument de musique traditionnel japonais, voir Yamatogoto.
Ne pas confondre avec une voiture de chemin de fer, destinée au transport des voyageurs.
 (juin 2017).
Si vous disposez d'ouvrages ou d'articles de référence ou si vous connaissez des sites web de qualité traitant du thème abordé ici, merci de compléter l'article en donnant les références utiles à sa vérifiabilité et en les liant à la section « Notes et références ».

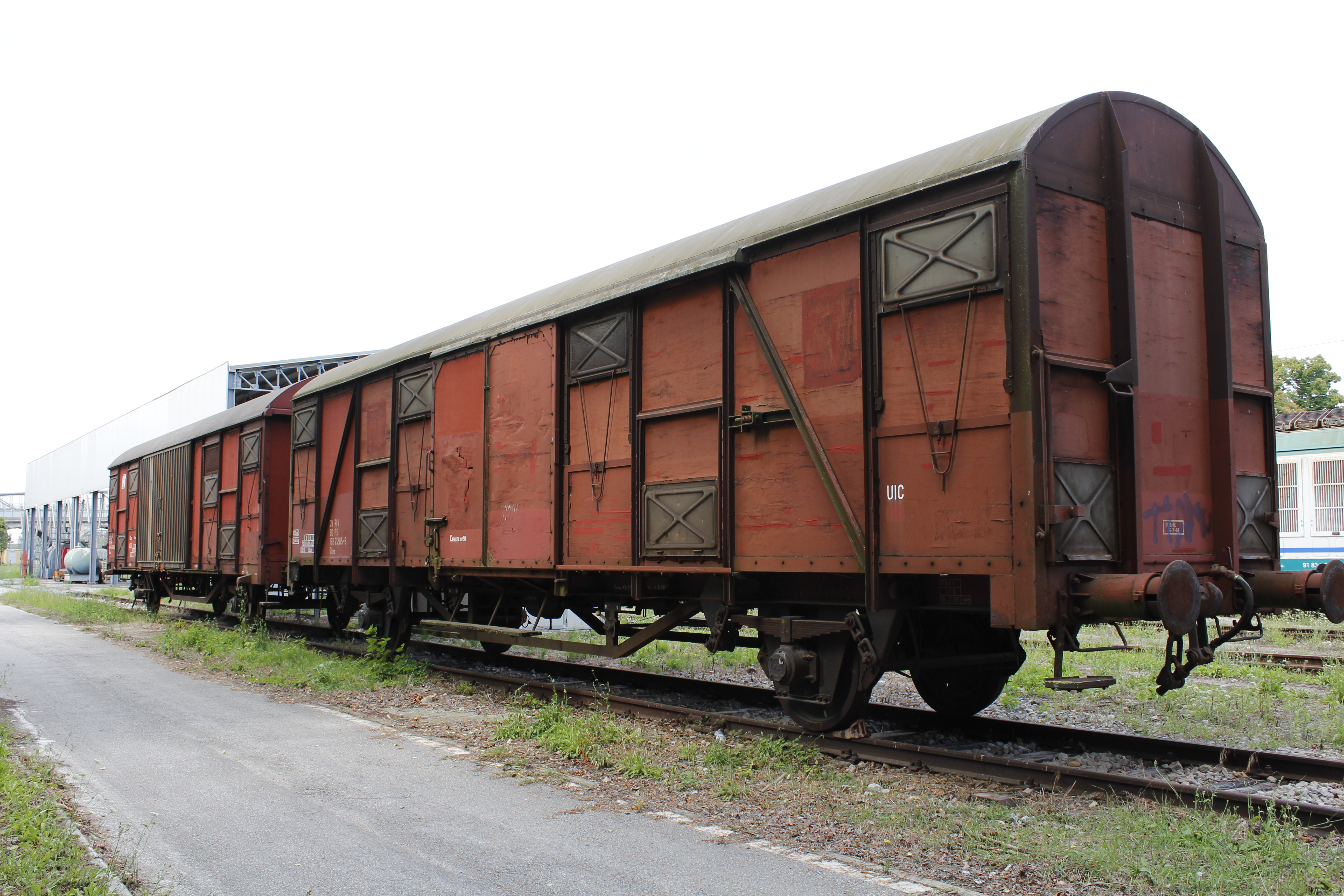
Wagon couvert européen (type Gbs)

Un wagon (/va.ɡɔ̃/, ou en Belgique /wa.ɡɔ̃/) est un véhicule destiné au transport par chemin de fer des animaux ou des marchandises et incapable de se mouvoir par lui-même.

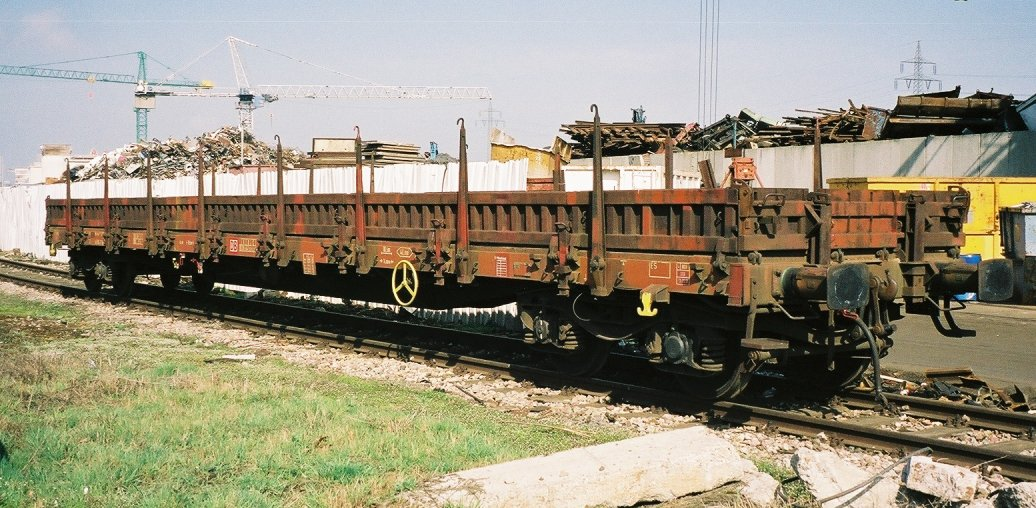
Wagon plat à bogies européen (type R).

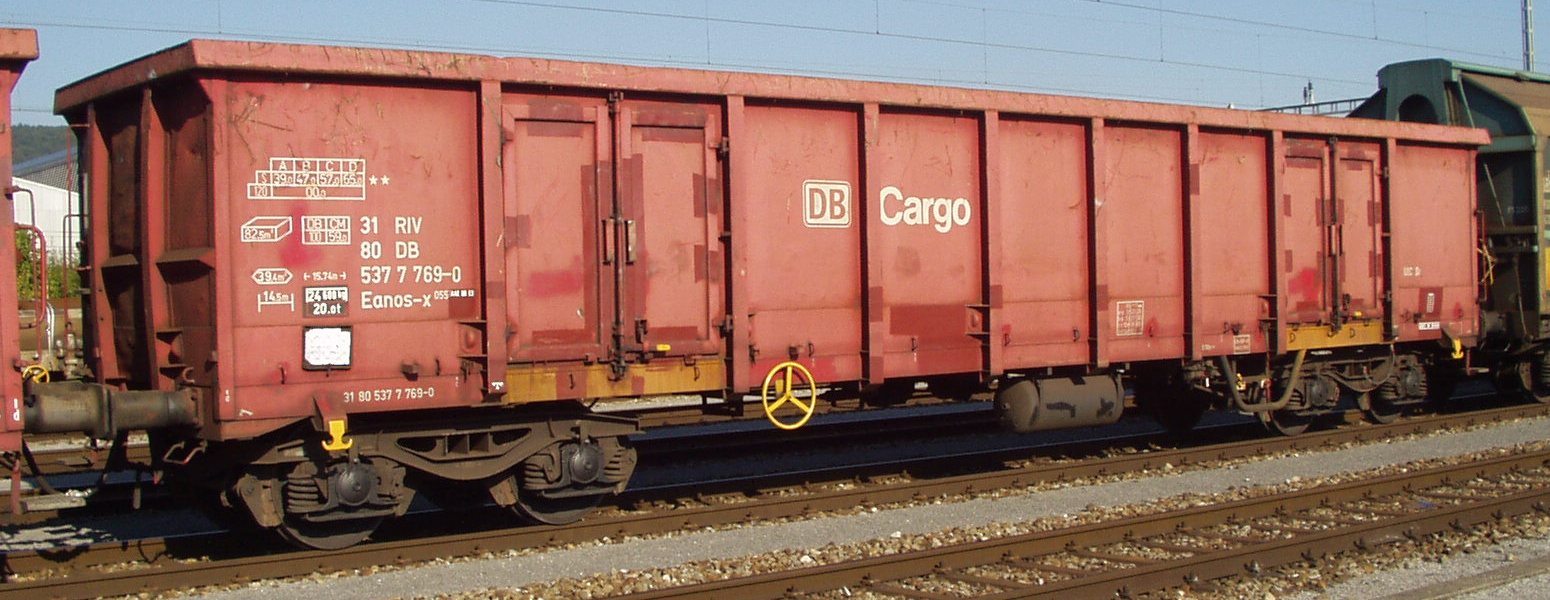
Wagon-tombereau à bogies européen, type Eanos-x^{055} de la DB.

## Différence entre wagons et voitures

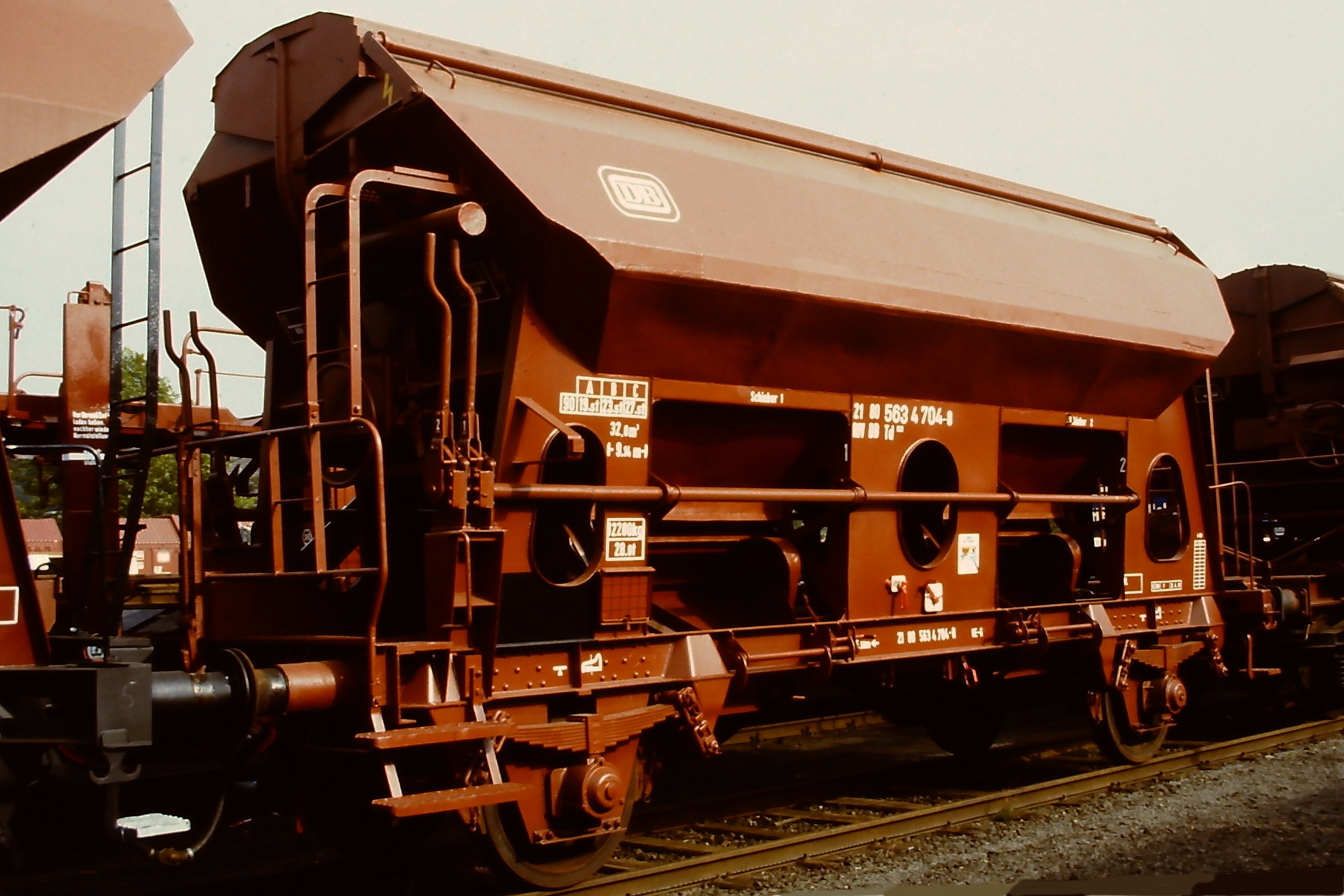
Wagon-trémie couvert à deux essieux européen type Tdgs-v de la DB.

Dans le jargon ferroviaire, on distingue habituellement deux grands types de véhicules remorqués. On parle de wagons pour les marchandises ou les animaux et de voitures pour les passagers, même si au XIXe siècle on parlait de wagons voyageurs et la Compagnie internationale des wagons-lits utilisait les noms de wagon-lits ou de wagon-restaurant.
Autre exemple, le « wagon de l'Armistice » est la voiture de chemin de fer dans laquelle furent signés les armistices du 11 novembre 1918 et du 22 juin 1940 entre l'Allemagne et la France.

## Utilisation
Les wagons ne sont pas capables de se mouvoir de manière autonome et doivent être tractés ou poussés. Dans la plupart des cas, une locomotive joue ce rôle, mais des animaux de trait, des systèmes à câble ou encore la force humaine peuvent être utilisés.
Les wagons sont généralement spécialisés dans le transport d'un type de marchandise. On en distingue plusieurs types avec une grande variété de formes.
La durée moyenne de vie d'un wagon de fret est d'environ 50 ans (plus que pour le reste du matériel roulant). Ils sont souvent plus lourds et ont donc plus d'impacts physiques (usure) sur le réseau ferré. Avant la réforme ferroviaire impliquant la concurrence commerciale, ils n'avaient pas priorité sur les transports de voyageurs car les trains de fret ont plus de contraintes en termes d'accélération, freinage, etc. Aujourd'hui, le tour de rôle s'applique, un éventuel train en retard, quelle que soit sa nature, ne doit pas péjorer ceux à l'heure quitte à prendre encore plus de retard. Pour limiter les risques en cas d'accident, les wagons de produits chimiques dangereux circulent surtout de nuit.

## Types historiques
À l'origine du chemin de fer, les compagnies utilisaient trois catégories de wagons, inspirés des véhicules hippomobiles qu'ils devaient remplacer. Ces trois types formaient l'essentiel de leur parc :
- le wagon couvert (type G), pour les marchandises devant être protégées des intempéries, ouvrant par des portes coulissantes et muni d'ouvertures d'aération ; ce wagon servait au transport de tous types de marchandises conditionnées ou non, ainsi qu'au transport des animaux vivants ;
- le wagon plat (type K ou L pour les wagons à 2 essieux, R ou S pour les wagons à bogies), avec ou sans ridelles (rebords rabattables) ou ranchers, servant au transport de tous types de marchandises ne craignant pas les intempéries (mais on peut les bâcher), notamment rails, véhicules, grumes, tuyaux, etc. ;
- le wagon-tombereau (type E), muni de parois fixes, mais découvert, pouvant être bâché, servant au transport de matériaux en vrac, ballast, charbon, minerai, ferrailles, etc.

Ces trois types de base sont toujours en circulation. Mais des wagons spécialisés, mieux adaptés au transport de marchandises particulières, sont apparus souvent à l'initiative d'industriels pour leur besoin propre ou de sociétés de location.

## Typologie par spécialisation
- wagon porte-grumes, wagon plat à ranchers renforcés de grande hauteur ;
- wagon porte-conteneurs, pouvant être appelé wagon-poutre, ou wagon-squelette, équipé de pions d'ancrage twist-lock pour le transport de conteneurs ;
- wagon kangourou pour le transport de semi-remorques ; leur nom vient de la « poche ventrale » permettant de loger le train porteur de la semi-remorque ;
- wagon plat spécial à plancher très bas pour le service de route roulante, principalement en Allemagne et en Suisse ;
- wagon-pupitre, à plancher incliné, pour le transport de pièces très larges ;
- wagon à capots télescopiques, pour le transport des bobines de tôle d'acier ;
- wagon à bâchage mécanique, wagon plat, souvent de grande capacité, couvert d'une bâche sur arceaux pouvant être déployée ou repliée comme un rideau pour permettre un large accès aux chargements palettisés ;
- wagon à parois coulissantes, wagon couvert s'ouvrant plus largement pour les chargements palettisés ;
- wagon frigorifique, réfrigérant ou isotherme (type UIC-I), couverts destinés au transport au froid, reconnaissables à leur couleur blanche ;
- wagon bétailler, adapté au transport des animaux vivants ;
- wagon à toit ouvrant (wagon-tombereau ou wagon-trémie équipé d'un toit ouvrant) ;
- wagon-trémie, pour le transport de matériaux en vrac, à déchargement axial (entre les rails) ou latéral, pour charbon, matériaux de construction, minerais, etc. ;
- wagons-silo à manutention pneumatique, pour produits pulvérulents (ciment, talc, etc.) ;
- wagon-citerne, spécialisé selon le type de produits liquides (carburants, gaz liquéfiés, chlore, etc.) ;
- wagon-foudre, type ancien de wagon spécialisé au transport de liquides, principalement de vin, disparu avec l'arrivée du wagon-citerne ;
- wagon porte-automobiles, à un ou deux niveaux (et même trois aux États-Unis, où le gabarit en hauteur le permet) ;
- wagon surbaissé, adapté au transport de charges volumineuses comme des chars ;
- wagon pour transports exceptionnels (type UIC-U), munis de nombreux essieux pour répartir la charge ;
- wagon-torpille, type particulier de wagon-poche, pour le transport de métaux en fusion ;
- wagner de queue ou fourgon-frein, dernier wagon du train, appelé « cambuse » en Amérique du Nord (« caboose » en anglais) ; il était autrefois équipé d'un serre-frein manuel gardé par un agent. Depuis la généralisation du frein automatique et la suppression du chef de train pour les convois de marchandises, les fourgons-frein ont disparu du paysage ferroviaire.
- wagon-grue, servant au relevage de matériel accidenté ou à tout autre levage dans le cadre de travaux ;
- wagon-pilote, servant à abriter un agent de manœuvres lors d'un refoulement sur une longue distance ; souvent aménagé à partir d'un vieux wagon couvert, etc.

Du point de vue du gabarit, on distingue les variantes suivantes :
- wagon à essieux interchangeables, pour le trafic transfrontalier avec la péninsule Ibérique ou la Russie ;
- wagon à gabarit réduit (type UIC-F), adapté au gabarit anglais, moins haut et large que le gabarit européen, etc.

## Typologie selon le nombre d'essieux
On peut aussi distinguer les wagons selon leur nombre d'essieux :
- wagon à deux essieux, type le plus courant avant les années 1950 ;
- wagon à bogies ; ce wagon, de plus grande taille, s'inscrit mieux dans les courbes ; les wagons modernes sont le plus souvent à bogies. Les premiers wagons de ce type furent américains ;
- wagon « mille-pattes » pour les transports exceptionnels ;
- wagon articulé, formés d'au moins deux plates-formes fixées l'une à l'autre par une articulation. C'est souvent le cas des wagons de transport d'automobiles, à deux plateformes et trois essieux.

## Typologie par statut juridique
On peut les distinguer selon leur statut juridique :
- wagon réseau, appartenant à une compagnie de chemin de fer ;
- wagon de particulier, appartenant à une société indépendante, client du chemin de fer ou loueur professionnel.

Ces catégories ont tendance à s'estomper avec l'ouverture progressive des réseaux à la concurrence.

Différents types de wagon
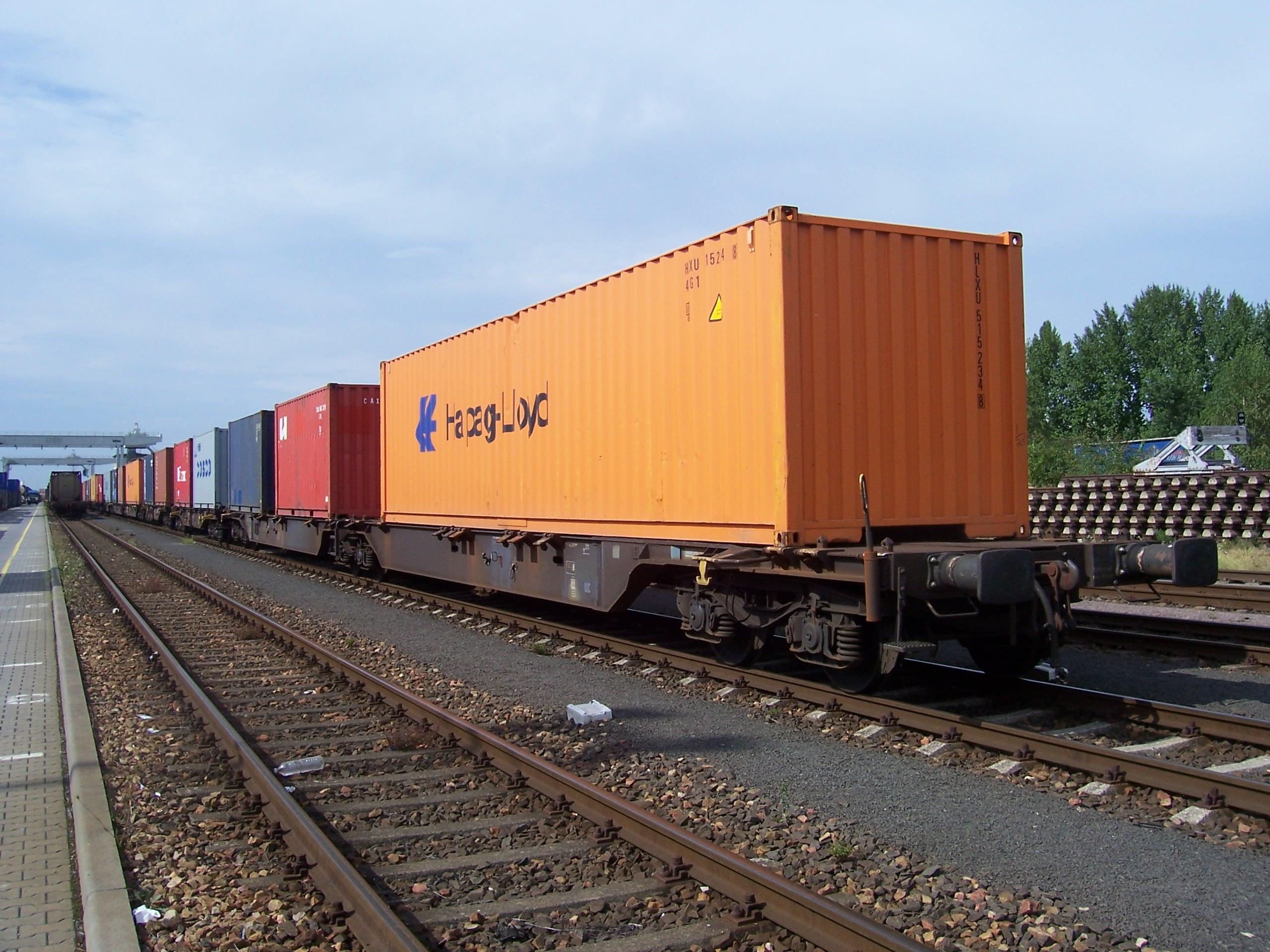
Wagon articulé porte-conteneurs
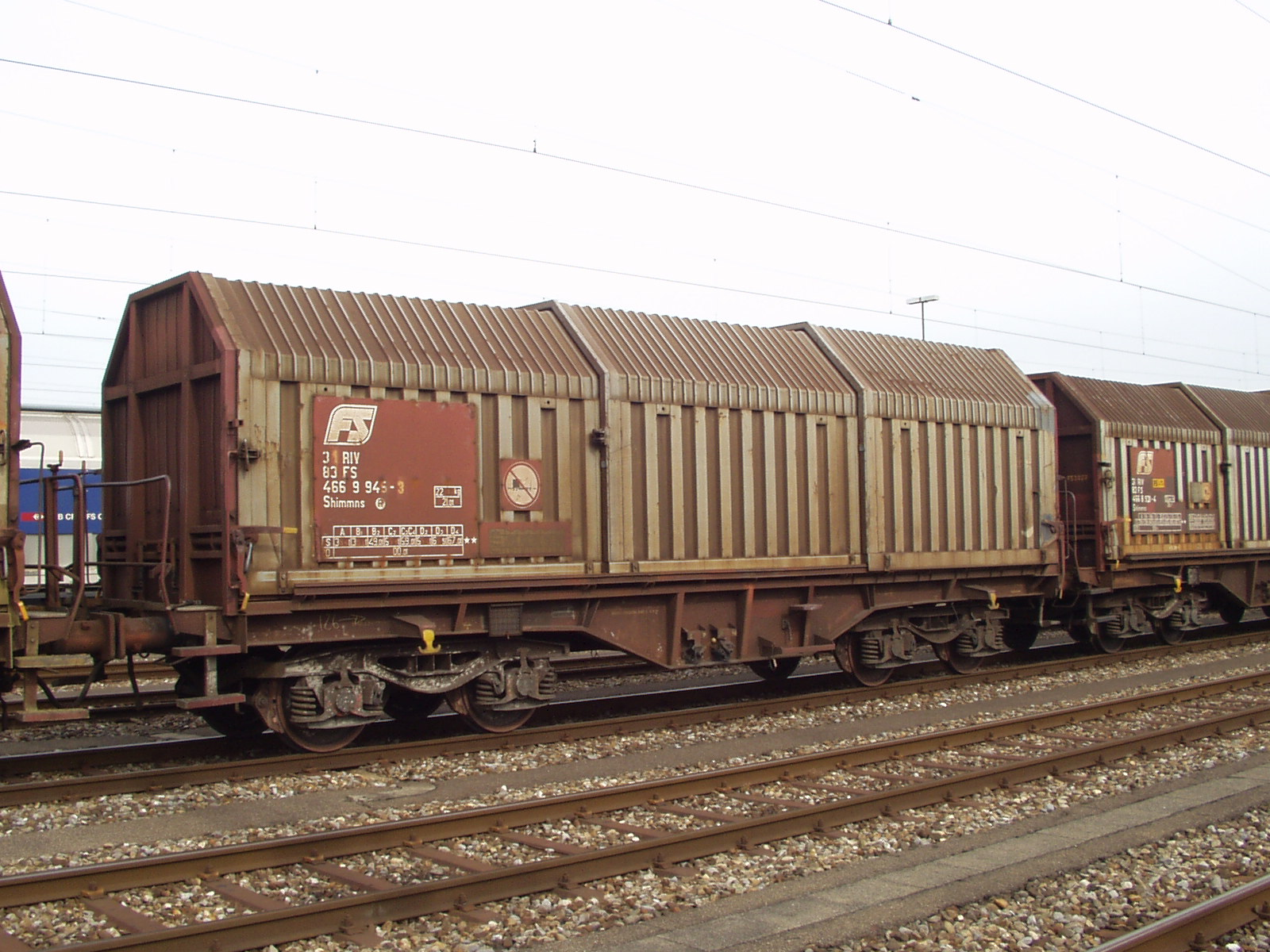
Wagon à capots télescopiques Shimmns des FS.
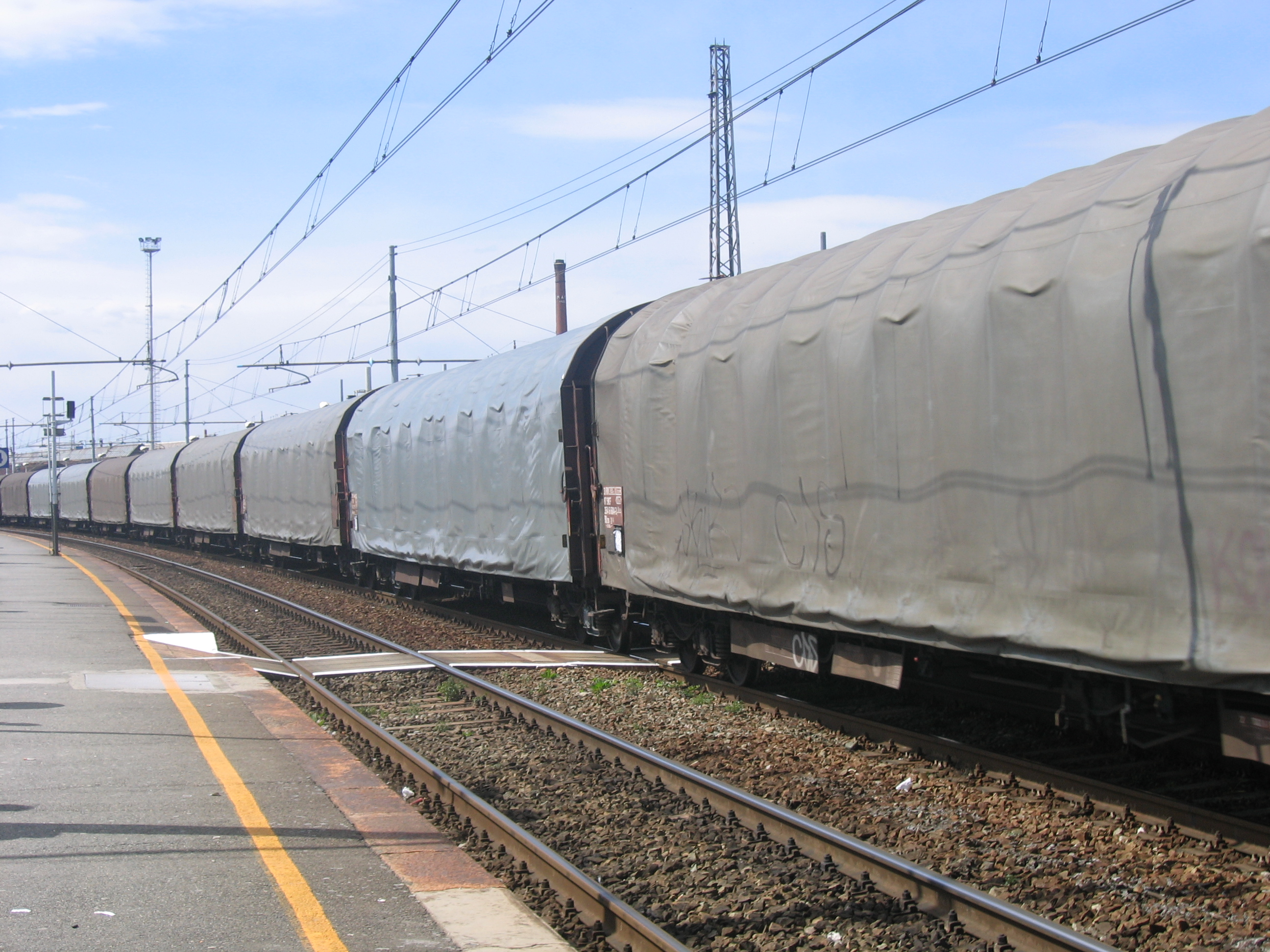
Wagon à bâchage mécanique
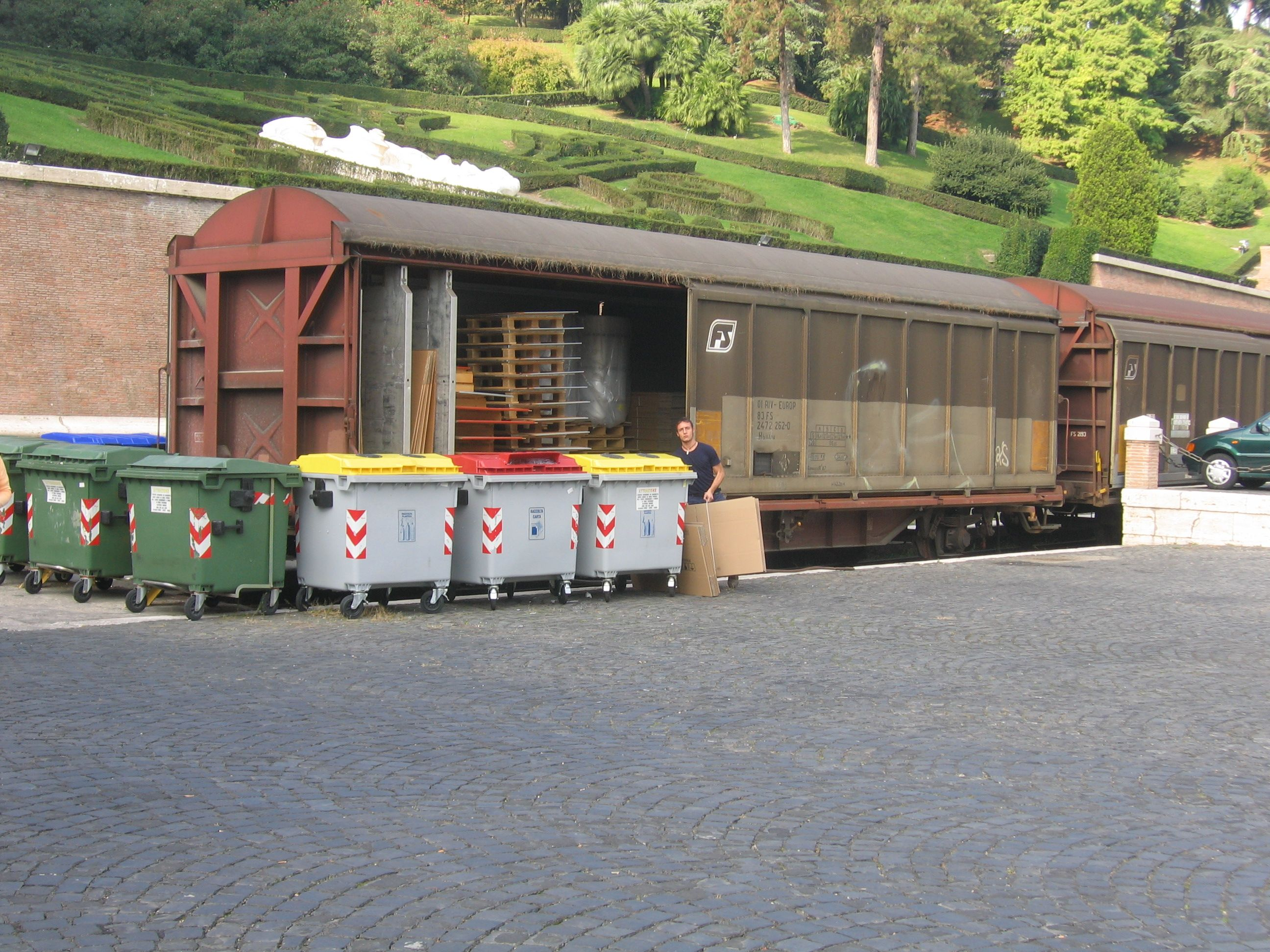
Wagon couvert à parois coulissantes
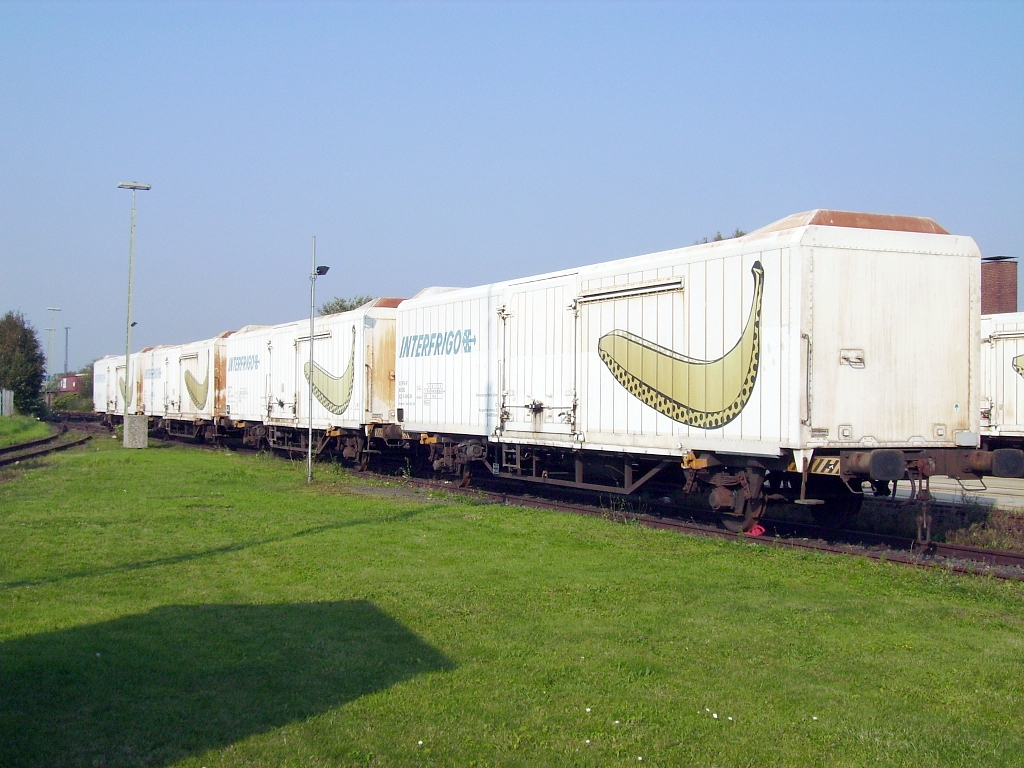
Wagon frigorifique
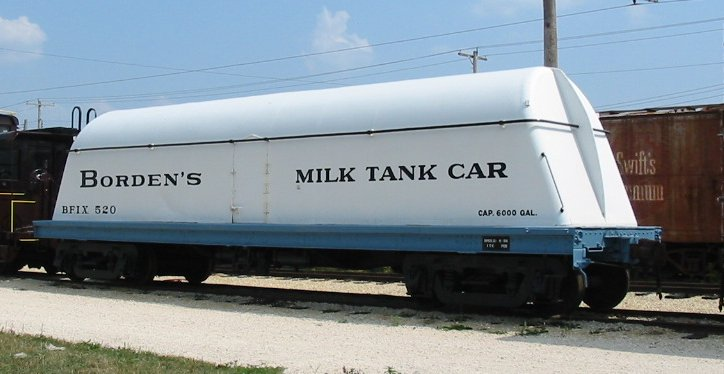
Wagon-citerne destiné au transport du lait (USA).
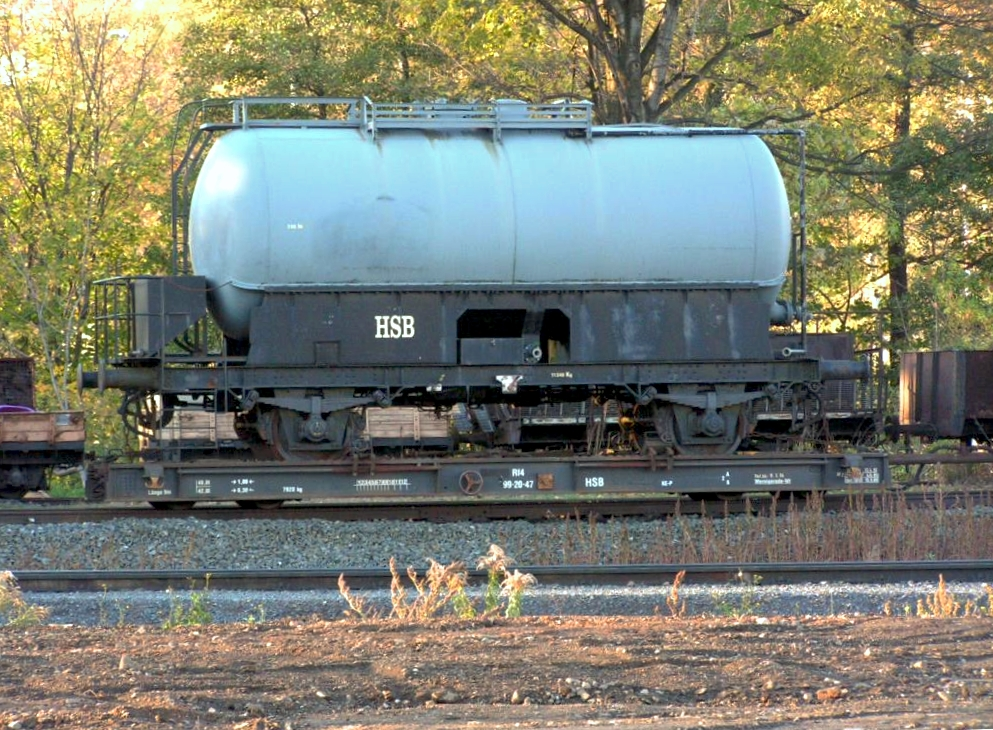
Wagon-citerne sur chariot transporteur
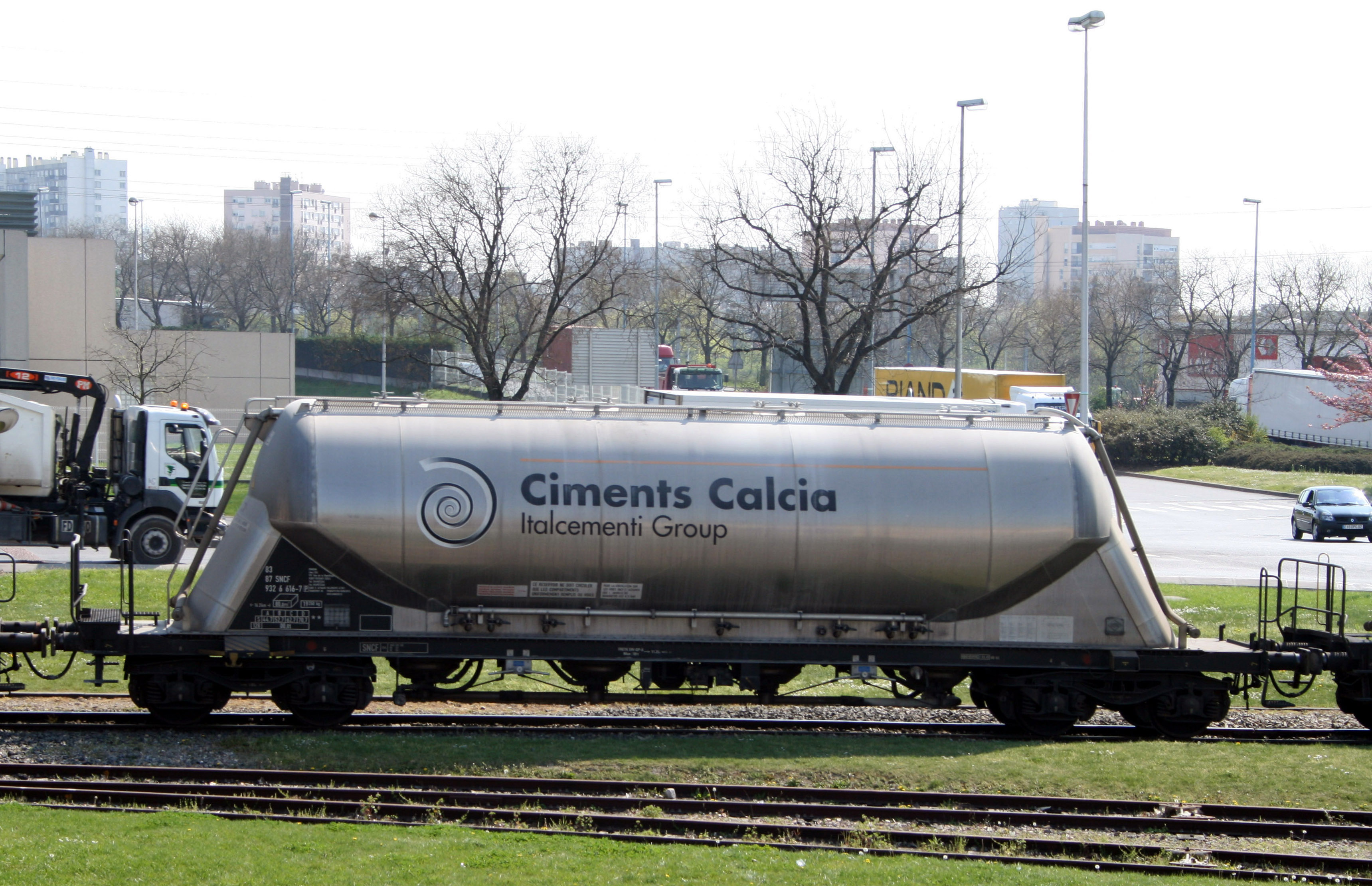
Wagon-silo cimentier
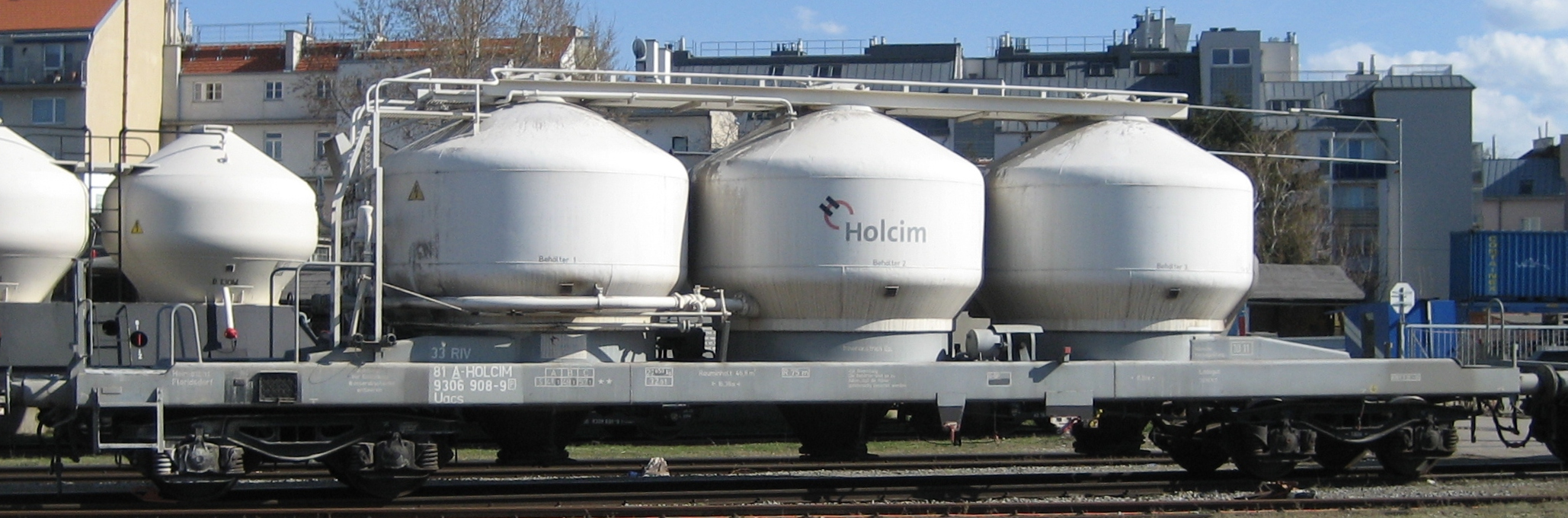
Wagon-silo Uacs
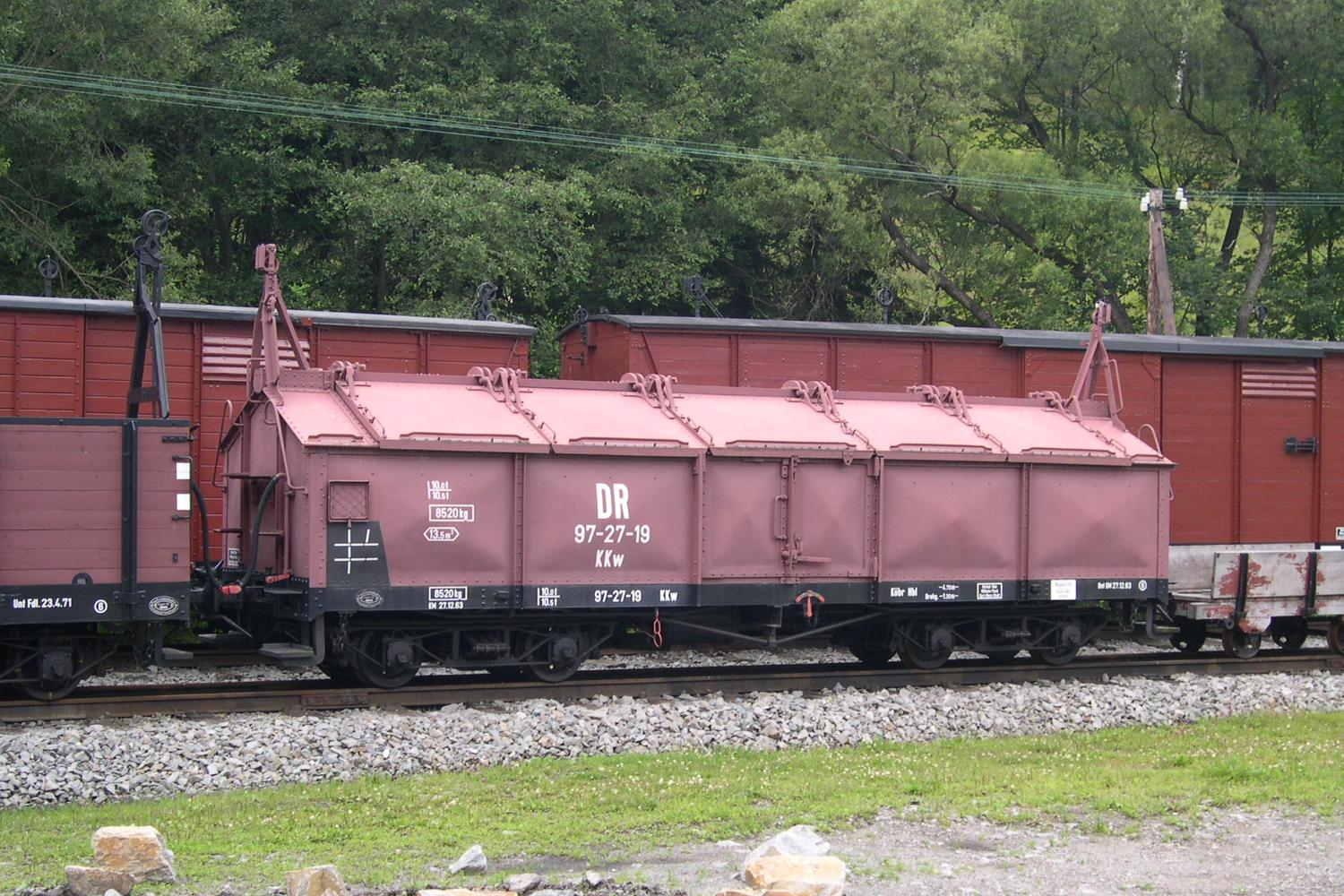
Wagon à toit ouvrant
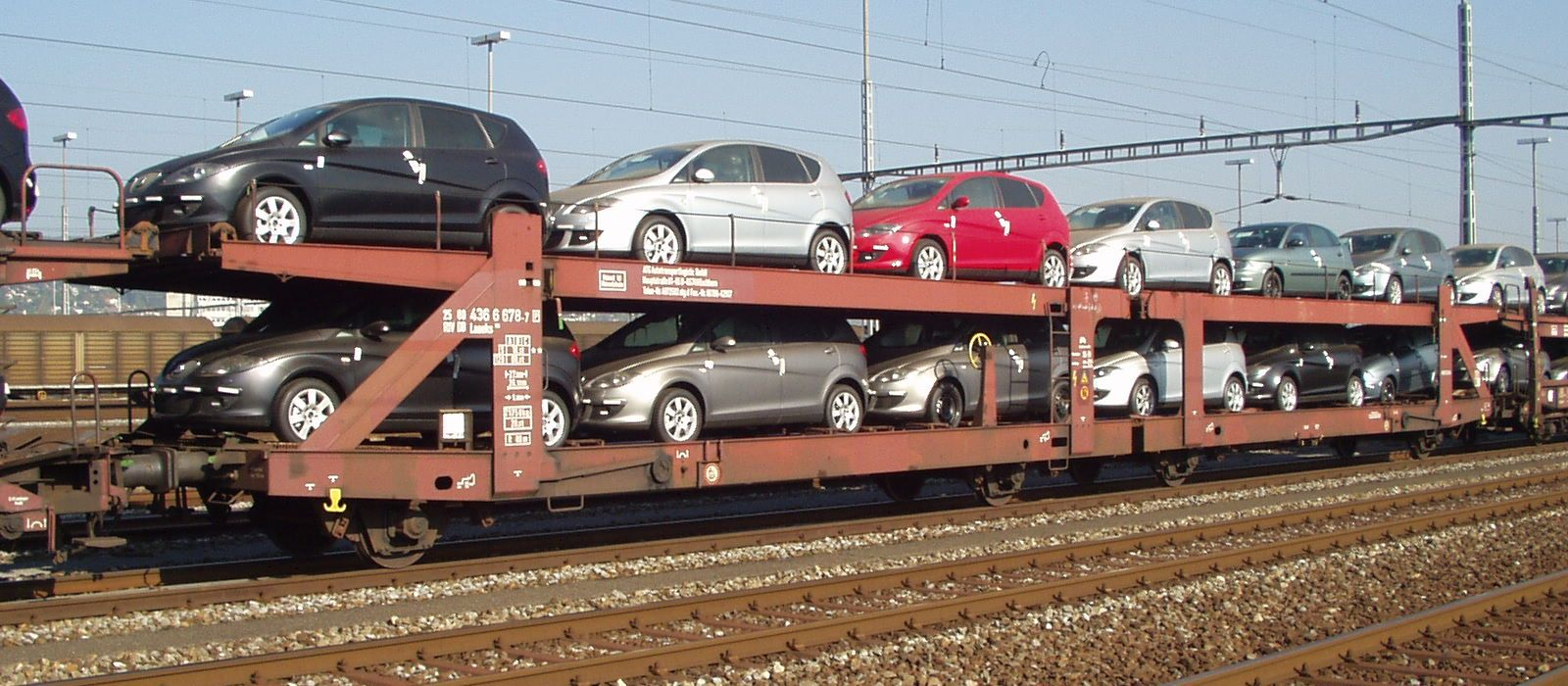
Wagon porte-automobiles
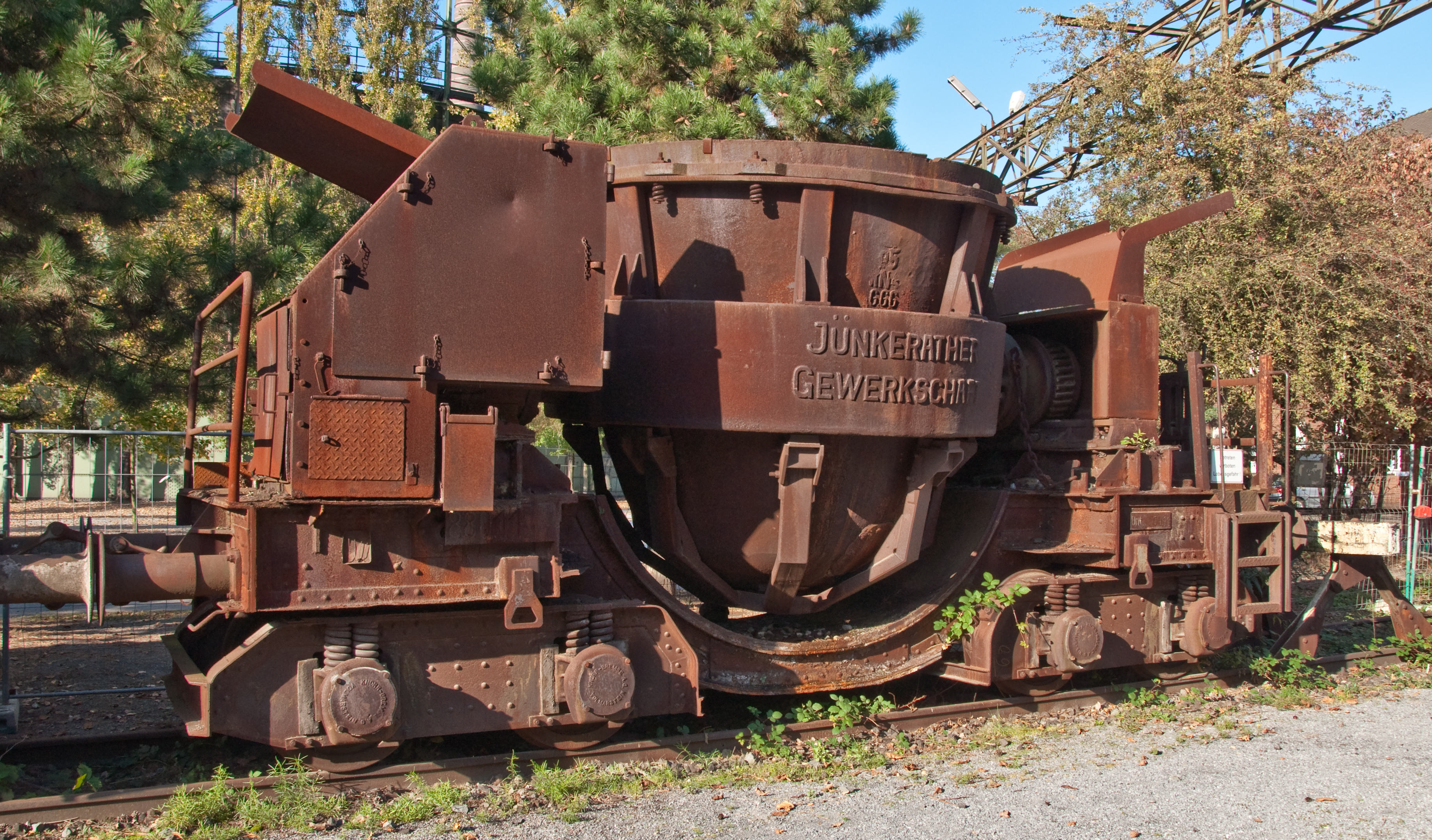
Wagon-poche
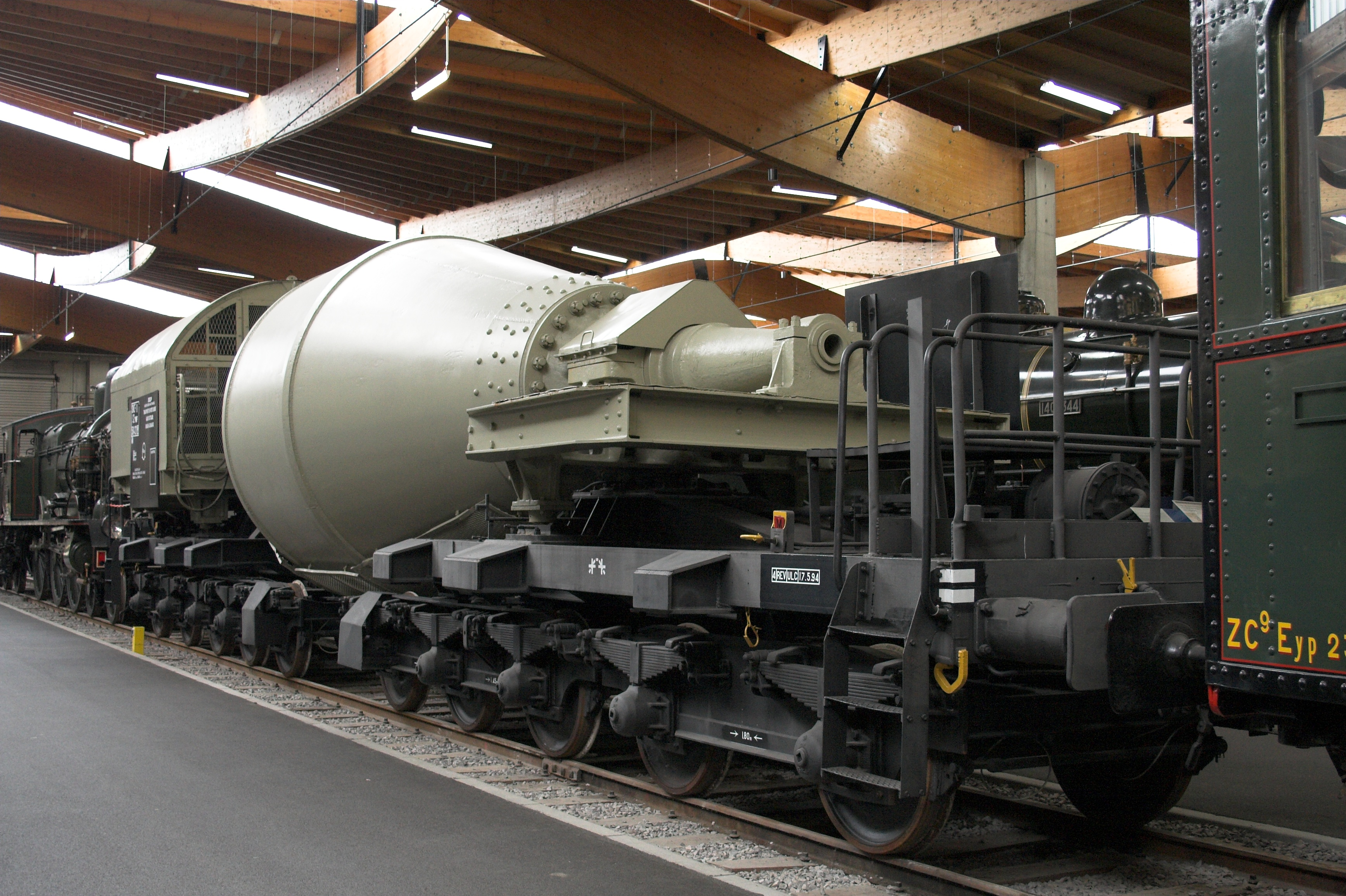
Wagon-torpille
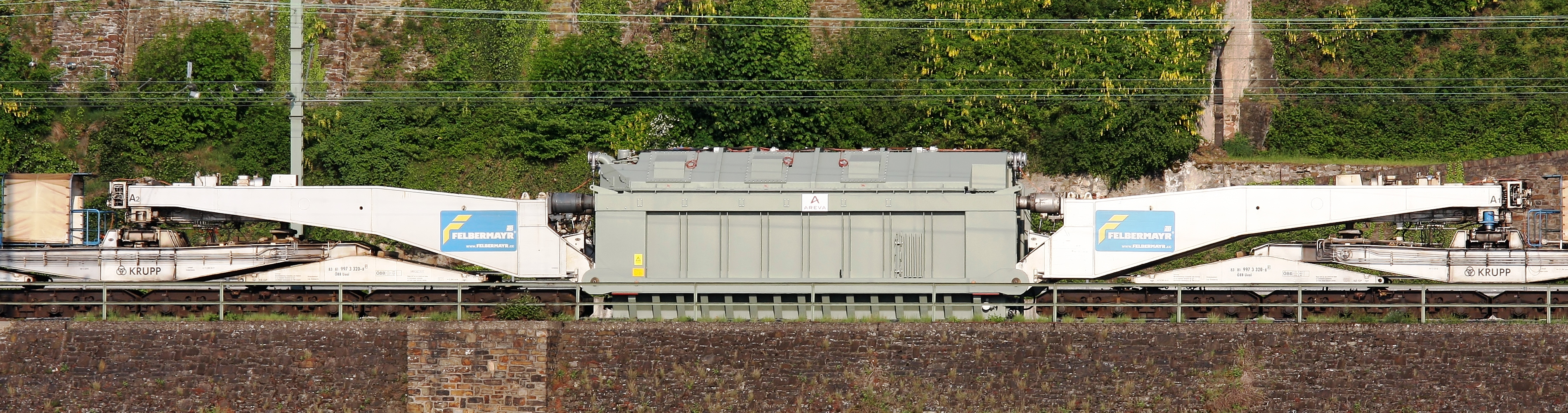
Wagon « mille-pattes ».
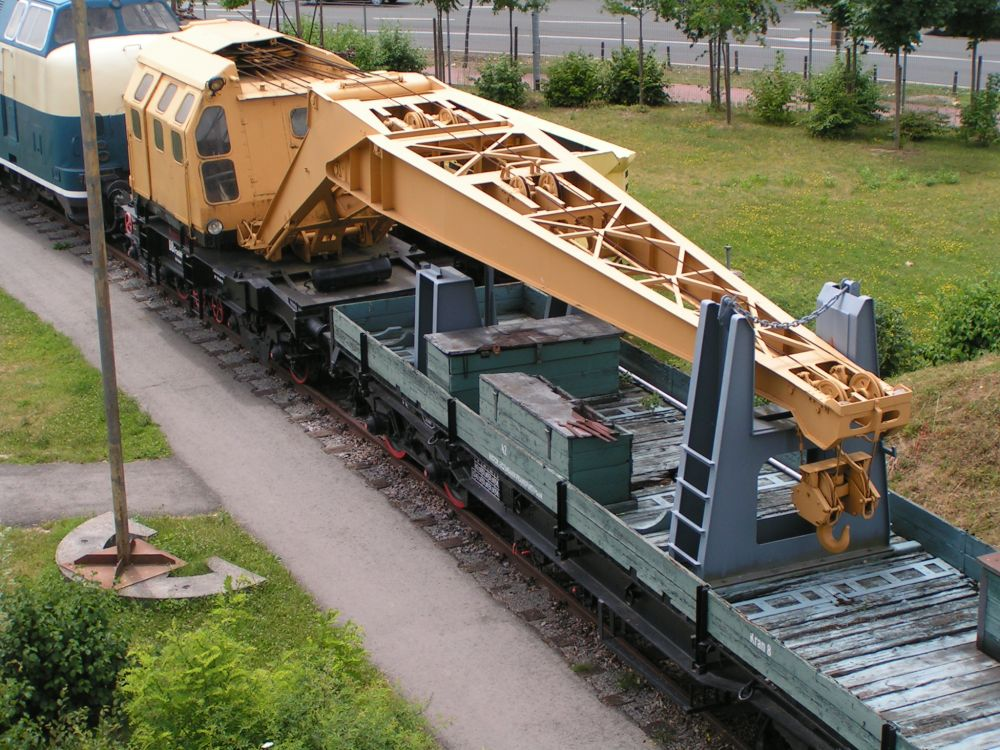
Wagon-grue
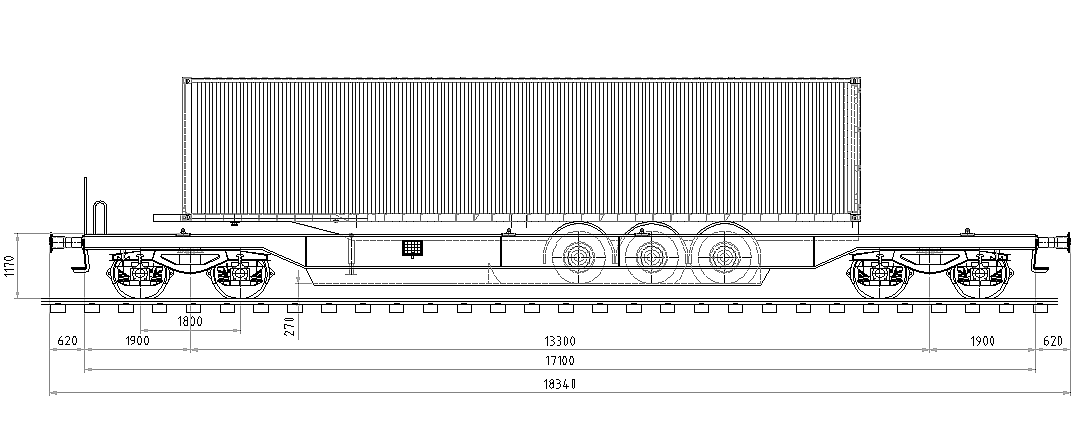
Sdgmns = 743 wagon à poche